# Paige O’Hara

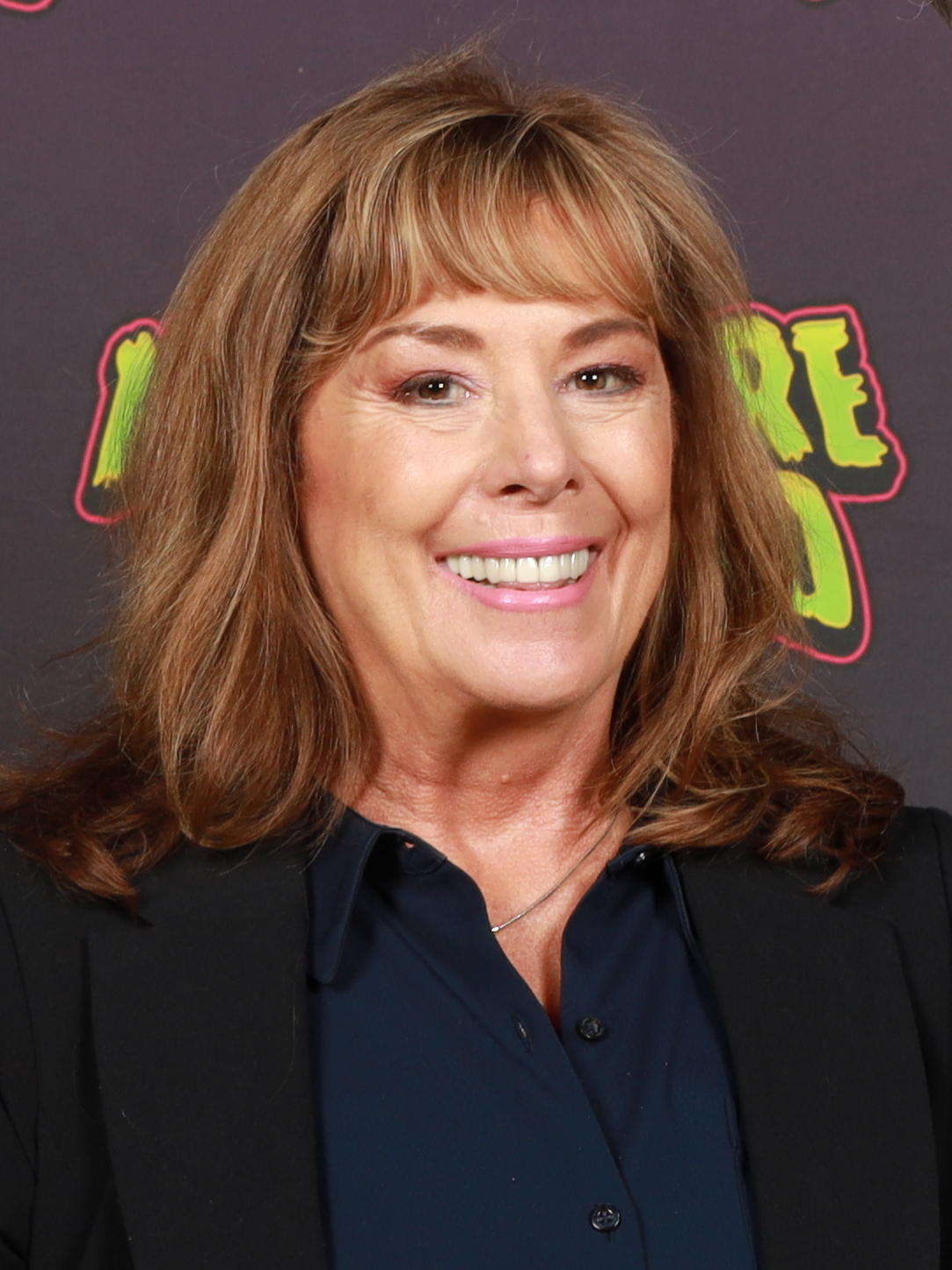
Paige O’Hara (2024)

Paige O’Hara (* 10. Mai 1956 in Fort Lauderdale, Florida, als Donna Paige Helmintoller) ist eine US-amerikanische Sängerin, Schauspielerin und Synchronsprecherin. Sie war die Sing- und Sprechstimme der weiblichen Hauptfigur Belle in dem Disney-Zeichentrickfilm Die Schöne und das Biest (1991).

## Leben
Paige O’Hara wurde als Donna Paige Helmintoller in Fort Lauderdale im US-Bundesstaat Florida geboren und besuchte die Nova High School in Davie, Florida. Sie trat in Shows mit dem Fort-Lauderdale-Kindertheater auf.
O’Hara hatte ihren ersten Auftritt am Broadway als Ellie May Chipley in der Wiederaufnahme des Musicals Showboat im Jahr 1983 mit Donald O’Connor. Sie wiederholte diese Rolle 1989 in einer Produktion der Houston Grand Opera. Mit dieser Produktion gastierte sie auch in Ägypten bei Aufführungen am Opernhaus von Kairo. Sie sang diese Rolle 1989 auch in der für den Grammy nominierten Einspielung des Musicals mit Jerry Hadley, Frederica von Stade und Teresa Stratas, dirigiert von John McGlinn, die bei Angel Records (EMI-Label) erschien.
Zu ihren weiteren Auftritten auf amerikanischen Bühnen gehörten die Titelrolle in The Mystery of Edwin Drood (Broadway 1985–1987 und nationale Tour) und Ado Annie in einer US-Tourneeproduktion des Musicals Oklahoma! unter der Regie von William Hammerstein. Auf internationaler Ebene spielte O’Hara die Rolle der Nellie Forbush in dem Musical South Pacific. Im April 2011 übernahm sie die Rolle von Judy Garland in From Gumm zu Garland: Judy, The Musical am Tempe Center for the Arts in Tempe, Arizona.
Für das Lied Something There aus dem Soundtrack zu Die Schöne und das Biest erhielt sie 2024 in den USA eine Goldene Schallplatte.
O’Hara lebt mit ihrem Mann Michael Piontek in Las Vegas.

## Filmografie (Auswahl)
- 1991: Die Schöne und das Biest (Beauty And The Beast)
- 1997: Die Schöne und das Biest – Weihnachtszauber (Beauty and the Beast: The Enchanted Christmas)
- 2007: Verwünscht (Enchanted)
- 2018: Chaos im Netz (Ralph Breaks the Internet)